# Jag minns mitt 50-tal
Jag minns mitt 50-tal är en svensk TV-serie från 1988 av Berndt Egerbladh. Serien sändes första gången 1988, och repriserades 2012 samt 2018. Serien följdes 1989 av Jag minns mitt 40-tal och 1993 av Jag minns mitt 60-tal.
Berndt Egerbladh berättar med hjälp av filmklipp, husbandet och gästartister om 1950-talet. Varje avsnitt vigs åt ett år under årtiondet. Främst avhandlas musik och underhållning men även bland annat en del politik, sport och mode. Ett urval av de händelser, företeelser och kända personer som tas upp är Tage Erlander, Svend Asmussen, OS i Helsingfors, Charlie Norman, Snoddas, Bill Haley, högertrafik på prov, Tiotusenkronorsfrågan med Ulf "Hajen" Hanertz och Grace Kellys bröllop.  

## Gästartister i urval
Peo Jönis, Johnny Olssons storband, Monica Borrfors, Lili Öst och Maria Sköld.

### Fotnoter
1. ↑  Simone Söderhjelm (2 mars 2004). ”Berndt Egerbladh död” (på svenska). Aftonbladet. https://www.aftonbladet.se/nyheter/a/jPlxBb/berndt-egerbladh-dod. Läst 17 juli 2018.